# Cabildo de Valarto
El Cabildo de la Inmaculada Concepción del cuarto de Valarto fue una hermandad religiosa a la que únicamente podían pertenecer los curas y beneficiados titulares de las localidades de Vallelado, San Cristóbal de Cuéllar, Torre de don Velasco, Mata de Cuéllar, Torregutiérrez, Viloria del Henar, Montemayor de Pililla y San Miguel del Arroyo (únicamente los correspondientes a la iglesia de San Miguel, por ser la que pertenecía a la Diócesis de Segovia). En su origen también debieron pertenecer los de otros núcleos que posteriormente se despoblaron, como el propio Valarto, Óvilo y Casarejos.

## Historia
Su fundación parece remota, y la primera noticia documental al respecto del cabildo data del año 1488. Su carácter asistencial y religioso asemejaba al cabildo con las cofradías laicales, y si uno de los hermanos enfermaba los demás estaban obligados a cuidarlo hasta que se recuperase o muriera, tal y como sostenían sus ordenanzas. Además, en caso de fallecimiento estaban obligados a asistir al entierro, acompañados de sus sacristanes portando la cruz parroquial, y de celebrar seis misas por su alma en cada parroquia.
A mediados del siglo XVII se encontraba en plena decadencia, y el obispo de Segovia nombró un abad que lo gobernase, y se reformaron sus ordenanzas con el fin de obtener una recuperación, y tras no conseguir los resultados deseados, sus rentas y memorias fueron agregadas al beneficio curado de Mata de Cuéllar, subsistiendo como tal hasta finales del siglo XIX.